# Меша Селимович
 Тази статия е за босненския писател.  За литературната награда вижте Меша Селимович (награда).  
Меша Селимович (на сърбохърватски: Meša Selimović) е босненски писател.

## Биография
Роден е на 26 април 1910 година в Тузла в стара фамилия на бошняшки бейове, но към края на живота си се самоопределя като сърбин. През 1934 година завършва сърбохърватски език и литература в Белградския университет и малко по-късно става учител в родния си град. По време на Втората световна война участва в Югославската народна освободителна армия, става член на Югославската комунистическа партия и прекарва известно време в затвора. След войната заема различни постове в културната сфера в Сараево, а от 1950 година започва да публикува разкази и романи, като най-голям успех има романът му „Дервишът и смъртта“ („Derviš i smrt“, 1966). През 1971 година се премества в Белград, където остава до края на живота си.
Меша Селимович умира на 11 юли 1982 година в Белград.